# Gnathanodon speciosus

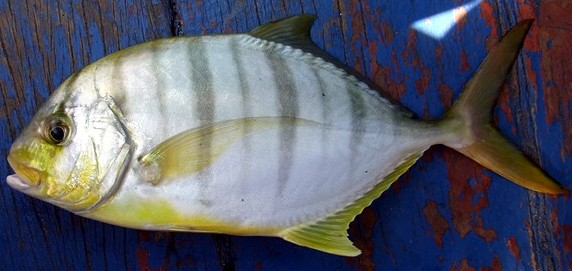
Esemplare adulto pescato a Bali

Il carango indopacifico (Gnathanodon speciosus (Forsskål, 1775)), noto anche come carango dorato, è un pesce osseo marino appartenente alla famiglia Carangidae. È l'unica specie appartenente al genere Gnathanodon.

## Descrizione
Il principale carattere distintivo di questa specie rispetto a tutti gli altri carangidi è l'assenza di denti sulle mascelle. Il corpo è ovale, abbastanza affusolato, simile come proporzioni a quello delle ricciole mediterranee. Altro carattere distintivo della specie è la livrea che, negli adulti, è dorata sul dorso e digrada sull'argenteo su fianchi e ventre, sempre con riflessi dorati. Cinque o sei strette fasce verticali nere sono presenti sui fianchi, in molti esemplari alcune fasce scure meno visibili e marcate sono intercalate alle fasce nere. I giovanili hanno colore di fondo giallo cromo con cinque o sei vistose fasce scure verticali di cui una attraversa l'occhio.
La taglia massima nota è di 120 cm, la media di 75cm. Il peso massimo conosciuto è di 15 kg.

## Distribuzione e habitat
Diffuso nelle parti tropicali dell'Oceano Pacifico sia orientale che occidentale e nell'Oceano Indiano compreso il mar Rosso. Non è presente nel mar Mediterraneo. Si tratta di un pesce pelagico molto costiero che si allontana raramente dai reefs e non frequenta l'alto mare.

## Biologia
Gregario, soprattutto allo stadio adulto. I giovanili sono spesso associati alle meduse. Sia gli adulti che, soprattutto i giovani, possono seguire grandi pesci pelagici come gli squali per avere protezione contro i predatori adottando una strategia comportamentale simile a quella dei pesci pilota.

### Alimentazione
Si nutre di crostacei e infauna, talvolta anche di piccoli pesci.

## Pesca
Questa specie non ha importanza per la pesca commerciale ma viene catturata di frequente dai pescatori sportivi, specie con la tecnica della mosca.

## Acquariofilia
I vistosi giovanili sono spesso ospiti degli acquari pubblici.